# Arist Rollier
Arist Rollier (* 20. November 1919 in Bern; † Januar 1997) war ein Schweizer Politiker (FDP).

## Biografie
Rollier studierte von 1938 bis 1945 an der Universität Bern Rechtswissenschaft; während derselben Zeit war er drei Jahre im Aktivdienst. Danach machte er das bernische Fürsprecherpatent. Von 1948 bis 1958 war er Kammerschreiber am Obergericht, dazwischen ausserordentlicher Gerichtspräsident in den Amtsbezirken Interlaken, Biel, Thun und Bern. 1959 wurde er zum Staatsanwalt gewählt, 1965 zum stellvertretenden Generalprokurator und 1968 zum Chef der Staatsanwaltschaft.
Arist Rollier war von 1960 bis 1971 Mitglied des Stadtrats und von 1972 bis 1976 Gemeinderat. Er setzte sich für die Stadt Bern ein und war ein ausgezeichneter Kenner der Geschichte des Rathauses.
Rollier wurde von der 68er-Bewegung kritisiert, «weil er als Staatsanwalt ein unerbittlicher Kämpfer gegen Terroristen war und die Verteidigungsrechte von Terroristenanwälten im Zusammenhang mit dem Prozess gegen Gabriele Kröcher-Tiedemann und Christian Möller (zwei Mitglieder der RAF, welche in der Schweiz einen Mord begangen hatten) einschränken wollte».
Rollier war verheiratet und hatte drei Töchter.

## Zitate
Vor einigen Monaten haben die Schriftsteller der sogenannten Oltner Gruppe in einem öffentlichen Aufruf erklärt, man müsse sich fragen, was an der Schweiz noch verteidigungswürdig sei. Diese rhetorische Frage von Leuten, die sich immerhin zu unserer geistigen Elite zählen, erheischt eine nicht rhetorische Antwort.
Ich habe für die Not der Jugend, wie sie sich nicht zuletzt in der «Drogenwelle» äussert, weitgehendes Verständnis. Ich verstehe auch die Kritik an der Anmassung einer «totalen» Konsum- und Leistungsgesellschaft. Für mich hört der «Spass» jedoch dort auf, wo der Rechtsstaat in Frage gestellt wird. «Nur der verdient sich Freiheit wie das Leben, der täglich sie erobern muss.» Krankt unsere Gesellschaft letztlich daran, dass sie d a s nicht mehr muss?